# Ligeti tinóru
A ligeti tinóru (Cyanoboletus pulverulentus) a tinórufélék családjába tartozó, Eurázsiában, Észak-Afrikában, Dél-és Észak-Amerikában honos, lombos erdőkben és fenyvesekben élő, ehető gombafaj.

## Megjelenése
A ligeti tinóru kalapja 4-8 (10) cm széles, alakja fiatalon domború, amely idővel széles domborúvá (de lapossá nem) terül ki. Felülete matt, finoman nemezes, amely idős korára lecsupaszodik. Pereme sokáig aláhajló, idővel sokszor szabálytalanul hullámos. Színe sárga, sárgásokker, okkeres világosbarna, barna, olívbarna, narancsbarna vagy vöröses. Sérülésre, nyomásra azonnal elkékül. 
Húsa sárga, sérülésre azonnal sötétkéken elszíneződik. Íze és szaga nem jellegzetes.
Termőrétege csöves, a pórusok nagyok, szögletesek. Színük élénk citrom- vagy aranysárga, sérülésre sötétkékké válnak.
Tönkje 4-8 cm magas és 1-2,5 cm vastag. Alakja egyenletesen hengeres vagy a töve felé kissé vékonyodik. Színe a kalapéhoz hasonló; a csúcsán élénksárga, a tövénél vöröses. Felülete pontozott, sérülésre kékesfekete lesz.
Spórapora olívbarna. Spórája ellipszoid vagy közel orsó alakú, sima, mérete 11-14 x 4,5-6 µm.

### Hasonló fajok
A barna tinóruval, molyhos tinóruval vagy az arany tinóruval lehet összetéveszteni. 

## Elterjedése és termőhelye
Eurázsiában, Észak-Afrikában, Észak- és Dél-Amerikában honos. Magyarországon ritka. 
Lombos és vegyes erdőkben él, többnyire tölgy, bükk vagy lucfenyő alatt. Júniustól októberig terem. 

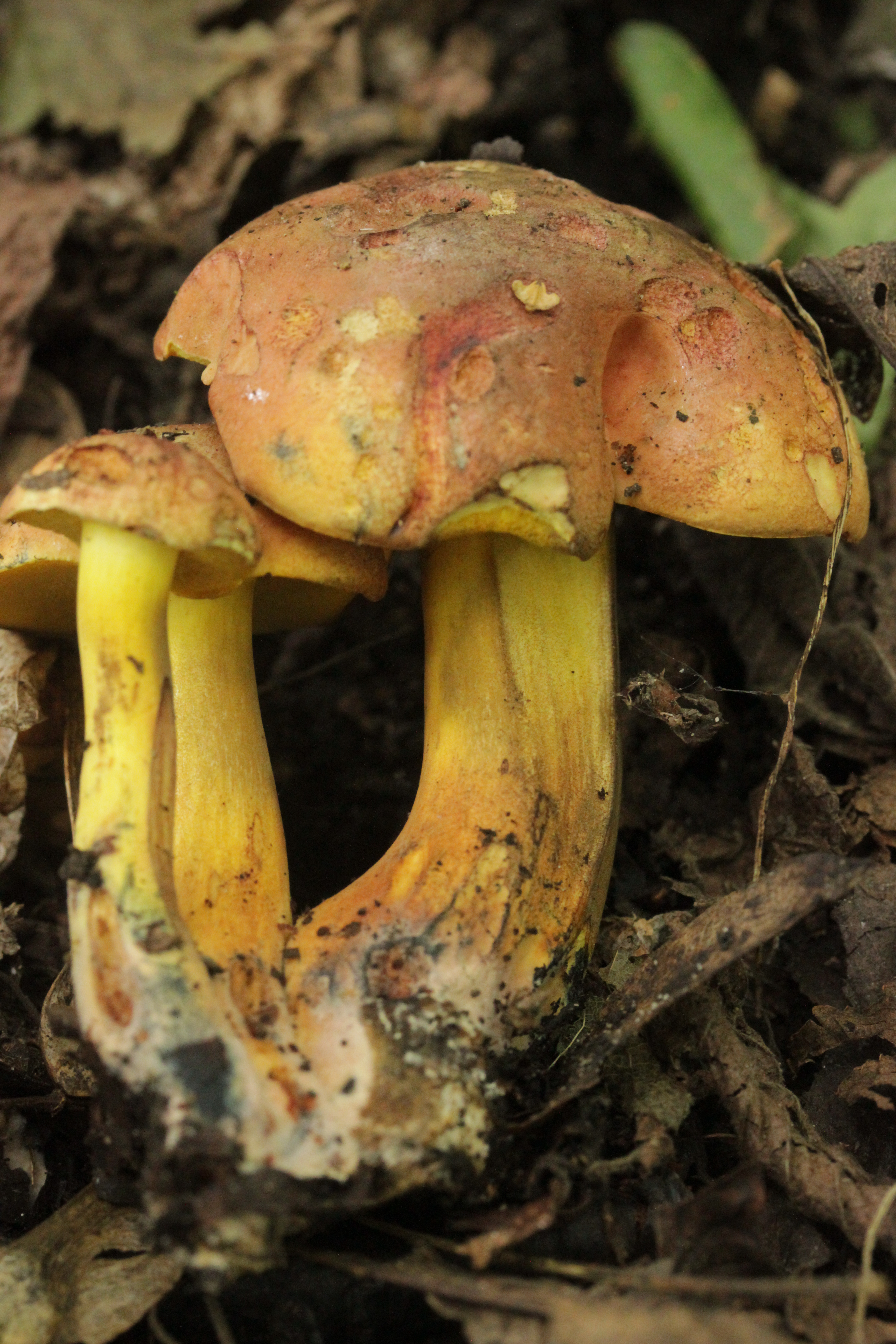
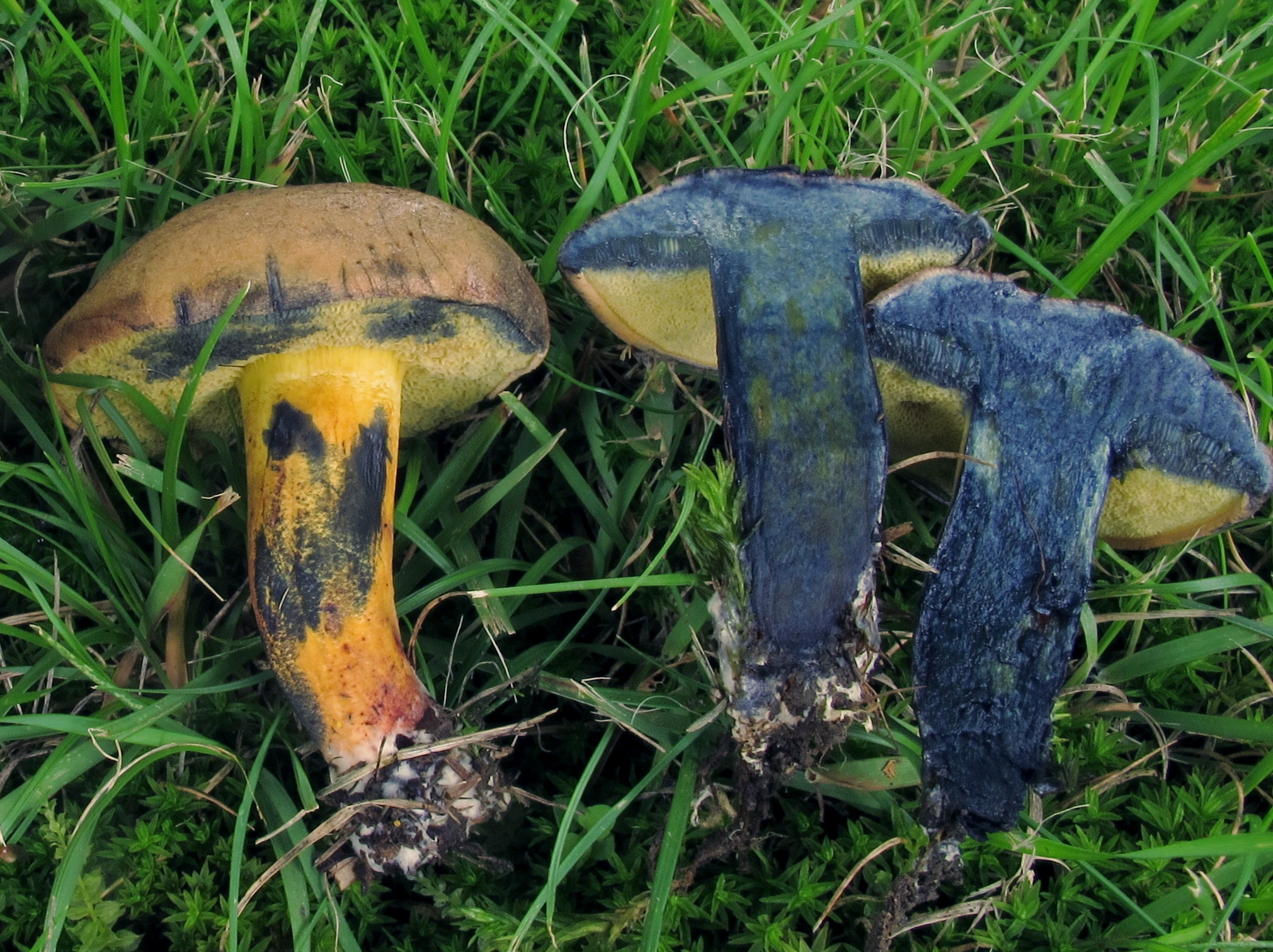
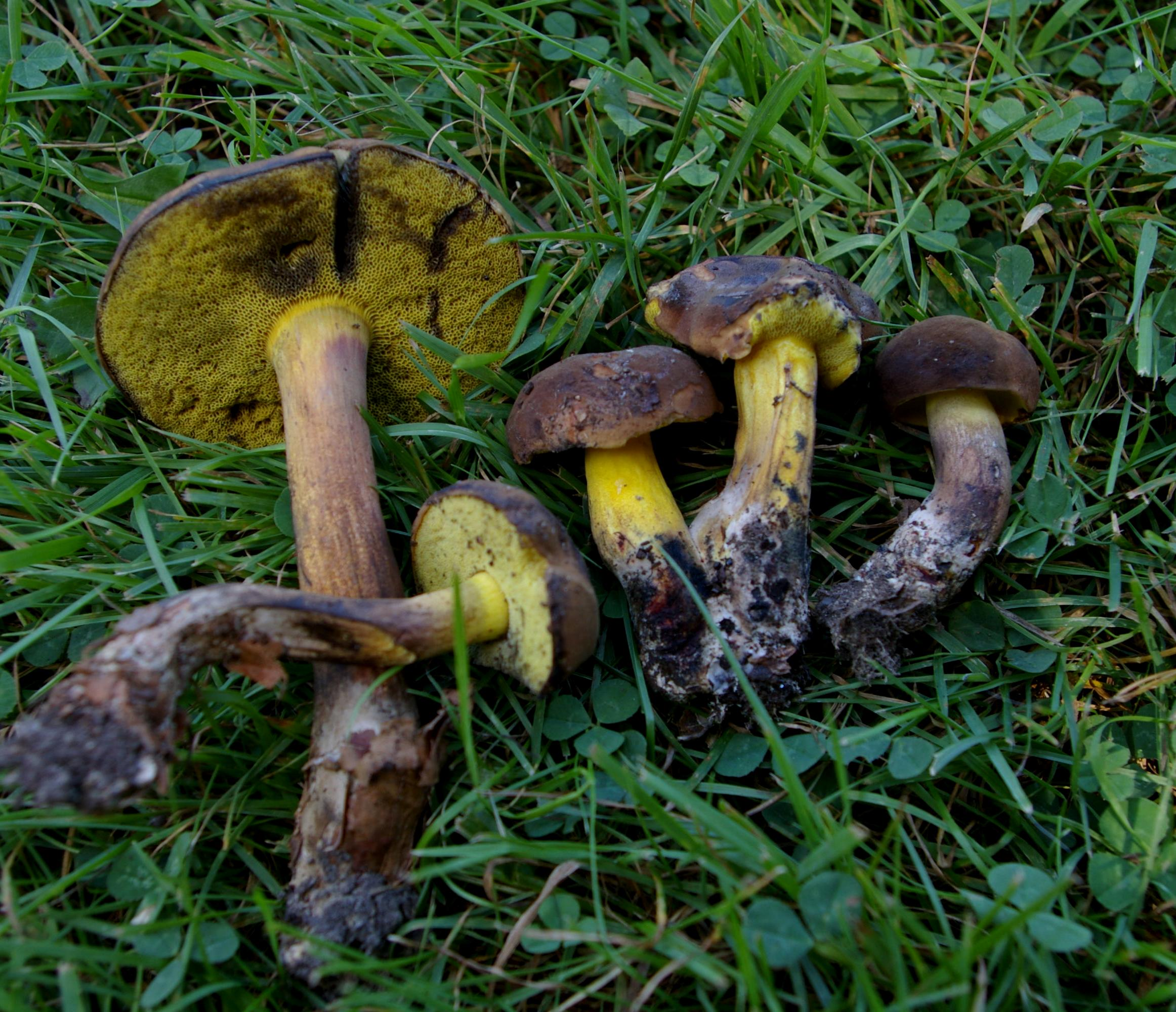
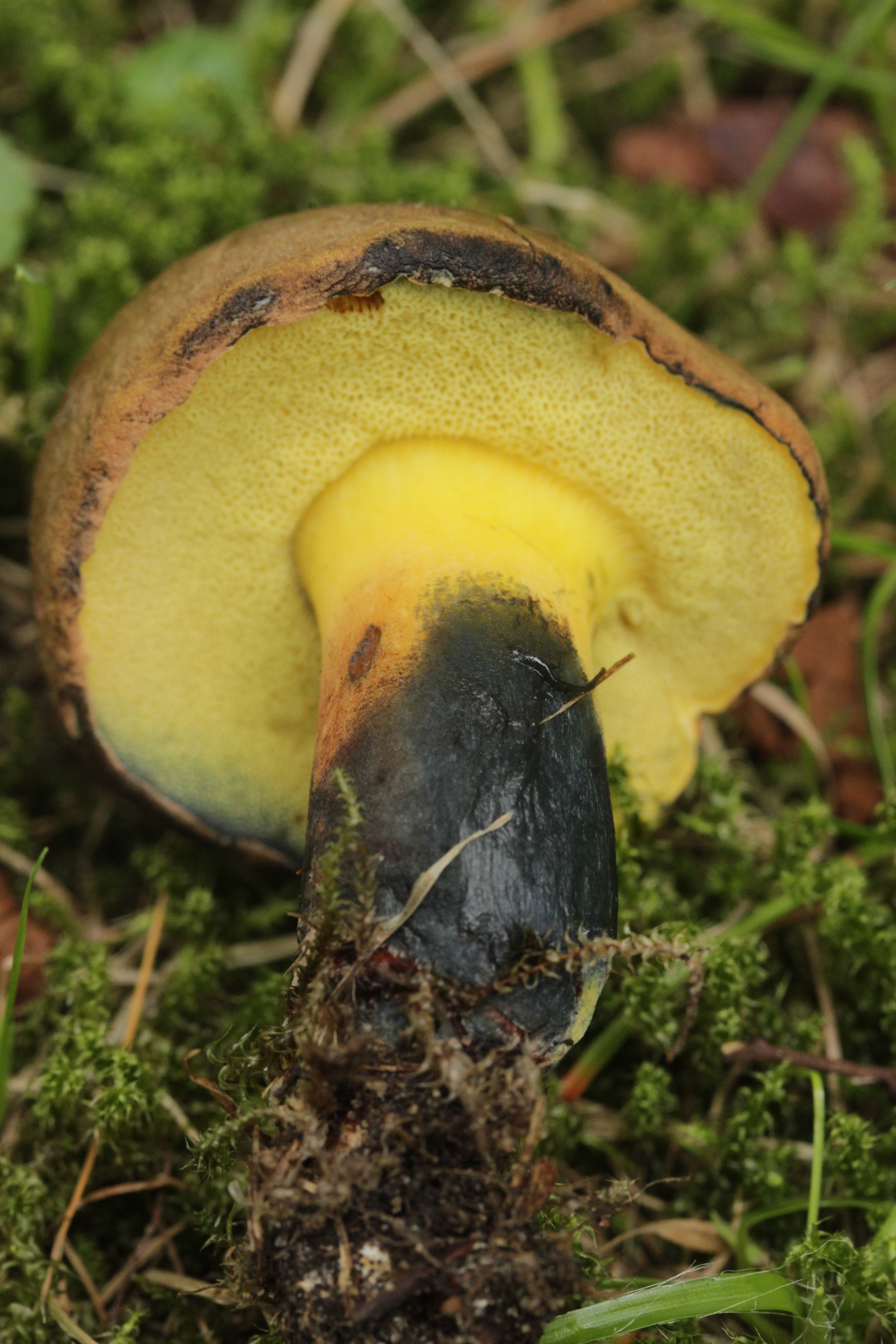
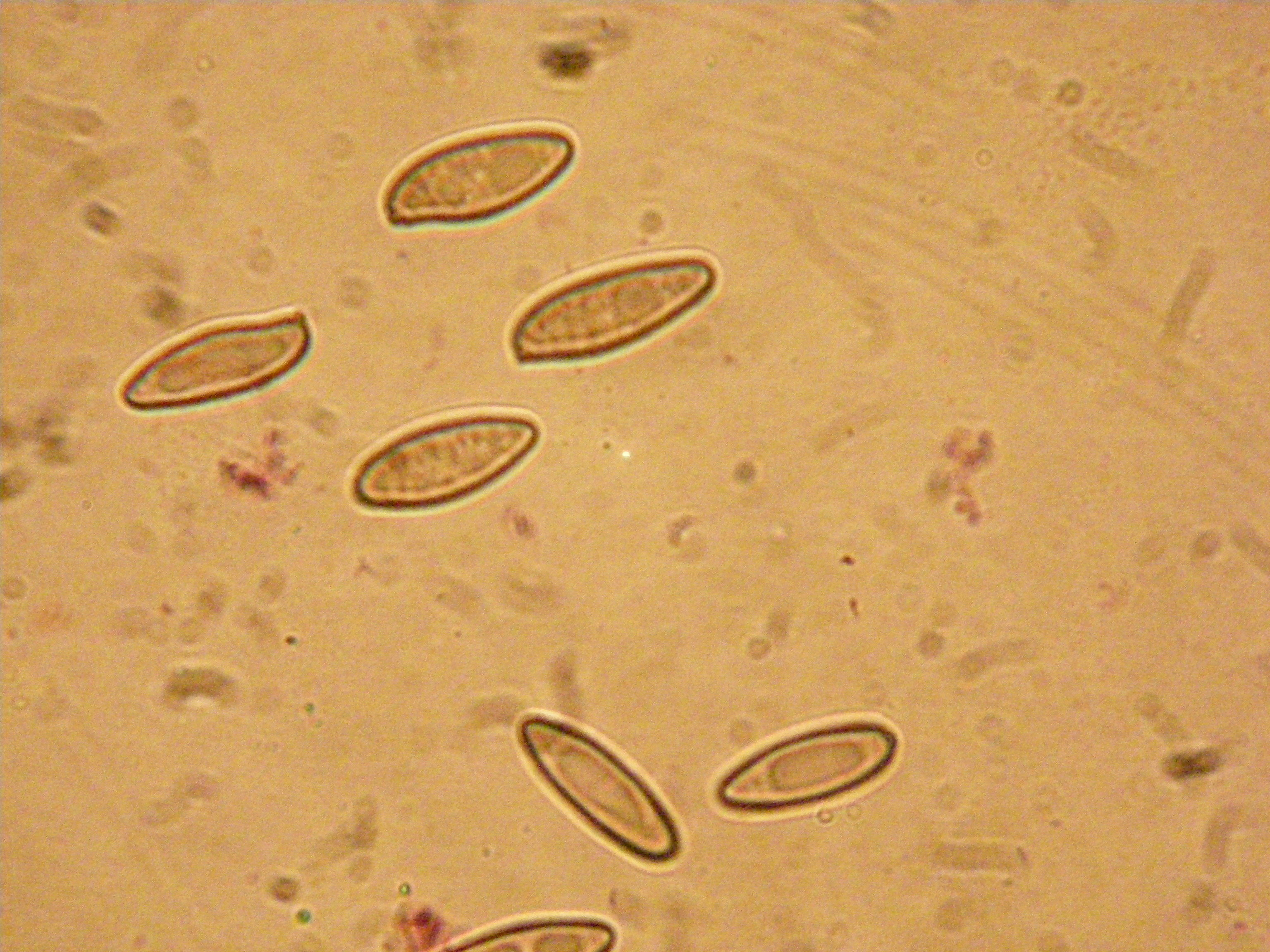

Ehető gomba. 